# Diocese de Vila Real
A Diocese de Vila Real (Dioecesis Villaregalensis) é uma diocese da Igreja Católica em Portugal. Existe desde 1922, nesse ano foi formada a partir de territórios na Diocese de Bragança-Miranda, Arquidiocese de Braga e Diocese de Lamego. É sufragânea da Arquidiocese de Braga, na região Norte, com sede na Catedral de Vila Real.
Desde 2019 é Bispo de Vila Real D. António Augusto Azevedo.

## Criação da Diocese
A Diocese de Vila Real foi criada em 20 de Abril de 1922, por iniciativa do  Arcebispo Primaz D. Manuel Vieira de Matos, por desmembramento de territórios que até então pertenciam à Arquidiocese de Braga e às Dioceses de Bragança-Miranda e Lamego.
Porém, a ideia de criação da diocese de Vila Real já era antiga. Já em 20 de Agosto de 1823, o Município e as personalidades da cidade pediram ao rei D. João VI que criasse a diocese.
A Diocese de Vila Real foi criada pelo papa Pio XI, através da bula Apostolica Praedecessorum Nostrarum sollicitudo, de 20 de Abril de 1922. Na bula constam 257 paróquias, mas o número passou para 256, devido a uma rectificação do Arcebispo de Braga, numa pastoral-decreto de 25 de Julho de 1922. A Diocese de Vila Real era formada por 166 paróquias de Braga, 19 de Bragança e 71 de Lamego. Os seus limites compreendem o distrito de Vila Real e todos os seus concelhos.
Com a criação da diocese, a cidade de Vila Real era elevada a sede de Bispado. A Igreja de São Domingos foi elevada à categoria de Catedral. A Diocese é sufragânea da Arquidiocese de Braga.

## História da Diocese: das origens à actualidade
O primeiro bispo de Vila Real, D. João Evangelista de Lima Vidal, teve como missão e propósito dotar a diocese de instituições e directrizes, para haver uma melhor governação da mesma. Criou a Obra das Vocações e do Seminário. Promulgou várias orientações diocesanas, nomeadamente relativas aos assentos de Baptismo, às missas festivas, à regulamentação dos processos de casamento, entre outras.
Uma situação preocupante em Vila Real, como aliás em todo o país, nessa altura, era a falta de catequese. D. João Vidal promulgou o Estatuto da Associação da Catequese, em 1924. Formaram-se núcleos de catequese em todas as paróquias. Promoveu um Congresso de Catequese em Vila Real, em 1925, dando assim um impulso à actividade catequética na diocese.
Outro acontecimento que marca a vida da diocese de Vila Real nestes primeiros anos é a realização do Congresso de Liturgia, que teve uma dimensão nacional e não meramente diocesana. Graças a este Congresso, que contou com a presença de vários prelados nacionais e de D. António Coelho, o grande liturgista português da época, registou-se uma melhoria das celebrações litúrgicas por toda a diocese. Foi neste Congresso que nasceu a revista litúrgica Opus Dei. Foi em Vila Real que o movimento litúrgico português deu o seu grande passo.
D. João criou, em 1923, o Anjo da Diocese, boletim oficial da diocese. Teve, igualmente que dotar a diocese das estruturas jurídico-institucionais exigidas pelo Direito Canónico. Organizou a cúria diocesana, constituiu o Tribunal Eclesiástico (em 3 de Dezembro de 1923), instituiu o conselho de administração dos bens da diocese (em 23 de Janeiro de 1925). Apesar da bula de criação da diocese prever a instituição do cabido da Catedral, tal nunca aconteceu. Por toda a diocese foram-se criando as estruturas de administração económica das paróquias.
Visto a bula da criação da diocese recomendar, o mais rápido possível, a fundação do seminário, D. João Evangelista de Lima Vidal mandou os alunos para os seminários mais próximos, enquanto tal não se realizava.
Coube ao sucessor de D. João, D. António Valente da Fonseca, a continuar e terminar a construção do Seminário de Vila Real. D. António dedicou a maior parte da sua actividade ao seminário. A sua acção caracteriza-se pelo fortalecimento da vida espiritual da diocese. Dedicou-se muito à Acção Católica, esforçando-se para que ela se implantasse em todas as paróquias da diocese. Este empenho na expansão da Acção Católica contribuiu para a renovação litúrgica e espiritual das paróquias.
A D. António Valente da Fonseca sucede D. António Cardoso Cunha. Dotou o seminário de uma quinta e construiu o Paço Episcopal. Desde D. António Cardoso Cunha que a diocese tem feito um esforço em estruturar a pastoral segundo as directrizes conciliares e fazer face à escassez de sacerdotes.
D. Joaquim Gonçalves continuou essa missão de renovação da pastoral diocesana. Em 8 de Janeiro de 2008, a Santa Sé deu a conhecer que o Papa Bento XVI nomeou D. Amândio José Tomás para Bispo Coadjutor (com direito a futura sucessão) de Vila Real. A substituição deu-se em 17 de Maio de 2011.

## Lista de bispos de Vila Real
|                 | Nome                                      | Período   | Notas                                |        |
| Bispos          | Bispos                                    | Bispos    | Bispos                               | Bispos |
| --------------- | ----------------------------------------- | --------- | ------------------------------------ | ------ |
| 6°              | António (III) Augusto de Oliveira Azevedo | 2019-     | Atual                                |        |
| 5º              | Amândio José Tomás                        | 2011-2019 |                                      |        |
| 4º              | Joaquim Gonçalves                         | 1991-2011 |                                      |        |
| 3°              | António (II) Cardoso Cunha                | 1967-1991 |                                      |        |
| 2º              | António (I) Valente da Fonseca            | 1933-1967 |                                      |        |
| 1º              | João Evangelista de Lima Vidal            | 1923-1933 |                                      |        |
| Bispo coadjutor |                                           |           |                                      |        |
|                 | Amândio José Tomás                        | 2008-2011 |                                      |        |
|                 | Joaquim Gonçalves                         | 1987-1991 |                                      |        |
|                 | António Cardoso Cunha                     | 1966-1967 |                                      |        |
| Bispo auxiliar  |                                           |           |                                      |        |
|                 | António de Castro Xavier Monteiro         | 1964-1966 | Nomeado Arcebispo auxiliar de Lisboa |        |
|                 | António Valente da Fonseca                | 1931-1933 | Elevado a bispo diocesano            |        |

## Escutismo
1. Escutismo nesta diocese: Região de Vila Real